# Sláva Tonderová-Zátková

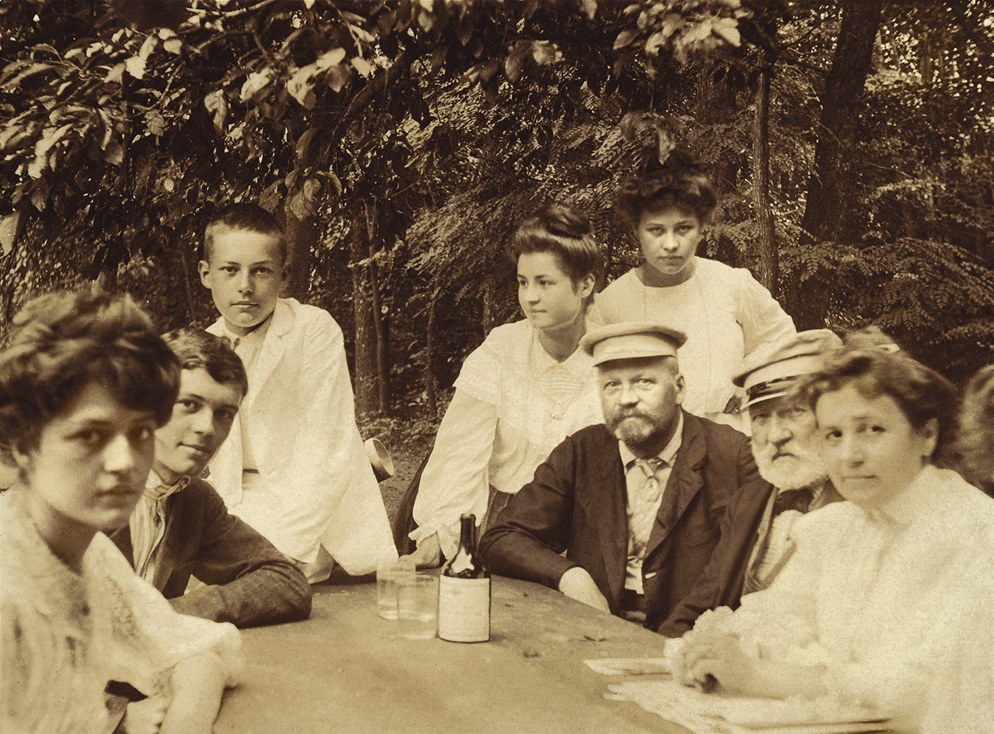
Sedící zleva - Růžena, Jaroslav Ferdinand, Oldřich, Miloslava, Zdenka (?), Otec Vlastimil Zátka, František Havlíček (?), Matka Karla Havlíčková-Zátková

Sláva Tonderová-Zátková, křtěná Miloslava Karolína (1. února 1884 Březí u Kamenného Újezda – 2. dubna 1969 Praha) byla česká malířka.

## Život
Narodila se v obci Březí v rodině majitele strojního mlýna Vlastimila Zátky. Miloslava měla ještě čtyři sourozence, dva bratry a dvě sestry. Mladší sestra Růžena svůj profesní život zasvětila rovněž výtvarnému umění. Po odchodu do Prahy studovala malířství v soukromé škole ak. mal. Antonína Slavíčka. V roce 1909 odešla do Mnichova, kde studovala na dámské malířské akademii, a v roce 1910 v Paříži navštěvovala kurzy na Académie de la Grande Chaumiere. Po návratu do vlasti se v roce 1912 provdala za advokátního koncipienta Ferdinanda Tondera, s nímž měla dva syny, Iva (1913-1995), pozdějšího pilota RAF, a Hannóna (1915-1955), pozdějšího právníka a golfistu).
V roce 1919 měla Miloslava první autorskou výstavu v pražském Topičově salonu a roku 1921 vystavovala své práce opět u Topičů. O šest let později následovala výstava v galerii pražského uměleckého spolku Mánesu, jehož byla v letech 1918-1949 řádnou členkou. Své motivy hledala nejen v české krajině, ale také na cestách po Evropě. Zajížděla do jižní Francie, Dalmácie a na ostrovy Korsiku a Mallorku, pobývala rovněž v italské Perugii a San Gimignanu či Ibize a Baleárech. V roce 1927 u příležitosti výstavy v pražském Mánesu bylo její dílo pochvalně zmíněno předním českým historikem umění Antonínem Matějčkem v časopisu Pestrý týden. V roce 1944 byla spolu se svými bratry Jaroslavem Ferdinandem a Oldřichem zatčena gestapem a vězněna 13 měsíců na Pankráci. Ve věznici byla až do konce války. Důvodem jejího věznění byl tajný odchod jejího syna Iva, který v roce 1939 opustil Československo a vstoupil do anglického letectva. Poslední výstava Tonderové-Zátkové se konala v roce 1959 v pražské Galerii Václava Špály. Zemřela v Praze v roce 1969.
Miloslava Tonderová-Zátková se uplatnila jako krajinářka a portrétistka.

## Zastoupení ve sbírkách
- Národní galerie v Praze
- Galerie hlavního města Prahy[8]

## Autorské výstavy
- 1918 Souborná výstava. Topičův salon, Praha
- 1921 Výstava obrazů. Topičův salon, Praha
- 1927 Oleje. Mánes,Praha
- 1936 Souborná výstava a obrazů. Mánes, Praha
- 1946 Mánes, Praha
- 1959 Jubilejní retrospektivní výběr. Galerie Václava Špály, Praha